# Mistrovství světa v zápasu řecko-římském 1999
Mistrovství světa v zápasu řecko-římském proběhlo v Athénách, Řecko v roce 1999.

## Výsledky
| Kategorie | Podrobnosti | Zlato                   | Stříbro                  | Bronz                                           |
| --------- | ----------- | ----------------------- | ------------------------ | ----------------------------------------------- |
| -54 kg    | podrobně    | Lázaro Rivas (CUB)      | Ha Te-jon (KOR)          | Alfred Ter-Mkrtčjan (GER)                       |
| -58 kg    | podrobně    | Kim In-sop (KOR)        | Jurij Melnyčenko (KAZ)   | Armen Nazarjan (BUL)                            |
| -63 kg    | podrobně    | Mchitar Manukjan (KAZ)  | Şeref Eroğlu (TUR)       | Michael Bi'ilin (ISR)                           |
| -69 kg    | podrobně    | Son Sang-pil (KOR)      | Alexandr Treťjakov (RUS) | Vladimir Kopytov (BLR)                          |
| -76 kg    | podrobně    | Nazmi Avluca (TUR)      | Yvon Riemer (FRA)        | Dimitris Avramis (GRE)                          |
| -85 kg    | podrobně    | Luis Méndez (CUB)       | Thomas Zander (GER)      | Behrúz Džamšídí (IRI) Ra'atbek Sanatbajev (KGZ) |
| -97 kg    | podrobně    | Giorgi Koguašvili (RUS) | Andrzej Wroński (POL)    | Mikael Ljungberg (SWE)                          |
| -130 kg   | podrobně    | Alexandr Karelin (RUS)  | Héctor Milián (CUB)      | Sergej Murejko (BUL)                            |